# 一元街道
一元街道是中华人民共和国湖北省武汉市江岸区下辖的一个街道办事处。
2011年8月18日，武汉市民政局批复同意撤销上海街道办事处，将其管辖区域并入一元街道办事处，调整后的一元街道办事处范围为：东北以三阳路与四唯街道办事处相连，东南临长江，西南接江汉路与江汉区接壤，西北以中山大道与大智、车站街道办事处相邻，面积约1.85平方公里，常住人口5.1万，下辖原上海街道办事处的扬子、江汉、同丰、同福、洞庭、天津以及原一元街道办事处的岳飞、同兴、滨江、坤厚、三阳等11个社区。街道办事处驻地为岳飞街7号。

## 行政区划
一元街道下辖以下村级行政区划单位：
岳飞社区、同兴社区、滨江社区、三阳社区、坤厚社区、天津社区、扬子社区、江汉社区、同丰社区、同福社区和洞庭社区。